# Raful Neal
Raful Neal (* 6. Juni 1936 in Baton Rouge; † 1. September 2004 ebenda) war ein US-amerikanischer Bluessänger, Mundharmonikaspieler und Songwriter. 
Raful Neal ist der Vater des Baton Rouge Blues, ein Titel, den er sich durch seine Diskographie, seinen Einfluss auf andere Musiker und als Vater von zehn Kindern, von denen neun Bluesmusik spielen, verdient hat. Einer seiner Söhne, Kenny Neal, hat eine große Karriere als Bluesmusiker gemacht, in der Band spielen auch einige seiner Brüder.

## Biografie
Er und seine Schwester verloren schon früh ihre Eltern, und die beiden wuchsen bei einer Tante auf. Im Alter von 14 Jahren begann er mit dem Mundharmonikaspiel, unterstützt von Ike Brown, einem lokalen Musiker und beeinflusst von Little Walter. Zu seiner ersten Band, The Clouds, gehörte Lester Johnson (Lazy Lester), der später durch den sehr jungen Buddy Guy ersetzt wurde. Als ihn Little Walter, sein großes Vorbild, in Baton Rouge spielen hörte, lud er die Band ein, nach Chicago zu kommen und für ihn Auftritte zu machen, die er nicht selbst wahrnehmen konnte. Buddy Guy ging nach Chicago, Raful Neal blieb in Baton Rouge und machte seine erste Aufnahme für Peacock Records, Sunny Side; sie war aber nicht erfolgreich. Bei Peacock nahm er keine Platten mehr auf, erst in den 1960er Jahren nahm er wieder Singles für Whit, La Louisiane und  Fantastic auf. 
In den 1980er Jahren tourte er mit Buddy Guy, und 1987 nahm er sein erstes Album, Louisiana Legend, für King Snake Records auf. Das Album wurde 1990 von Alligator Records übernommen. Bis 1987 war er nur eine lokale Berühmtheit. Erst die Aufnahme von Man, Watch Your Woman machte ihn überregional bekannt. Die Single wurde für einen Blues Music Award in der Kategorie „Best Blues Single“ nominiert. Bei der Aufnahme seines nächsten Albums I been mistreated wurde er von seinen Söhnen Noel (Bass) und Raful Jr. (Schlagzeug) unterstützt. In den 1990ern tourte er um die ganze Welt. 1995 wurde er in die Louisiana Blues Hall of Fame aufgenommen. 1998 nahm er noch Old Friends auf, danach erkrankte er an Krebs, dem er 2004 erlag.

## Die Neal-Familie
- Raful Neal: Harmonika, Gesang
- Kenny: Gitarre, Gesang
- Raful Jr.: Gitarre, Schlagzeug
- Jackie: Gesang
- Frederick: Keyboards
- Darnell: Bass
- Noel: Bass
- Larry: Schlagzeug
- Graylon: Schlagzeug
- Kennys Sohn, Kenny Jr., und seine Tochter Syreeta setzen die musikalische Tradition der Familie fort, die ihr Großvater begründet hat.[4]

## Diskografie
- 1990: Louisiana Legend (Alligator)
- 1991: I Been Mistreated (Ichiban)
- 1998: Old Friends Club (Louisianne Music)[5]

Gastauftritte:
- Superharps II (Gesang und Harmonika)
- Tab Benoit: Homesick for the Road und Live: Swampland Jam (Gesang und Harmonika)
- Hoodo Kings (Gesang und Harmonika)[6]